# Барутен заговор
Барутният заговор (на английски: Gunpowder Plot) от 1605 г., в по-ранни векове наричан Барутен изменнически заговор или Йезуитски заговор, е провален опит за убийство на крал Джеймс I от група провинциални английски католици, водени от Робърт Кейтсби.
Планът е бил са се взриви Камарата на лордовете по време на държавното откриване на Английския парламент на 5 ноември 1605 г., като прелюдия за народно въстание в Мидландс, по време на което 9-годишната дъщеря на Джеймс, Елизабет е трябвало да бъде направена католически държавен глава. Кейтсби може да е предприел заговора, след като надеждите за по-голяма религиозна толерантност под крал Джеймс I избледнели. Заговорниците са Джон Райт, Томас Уинтур, Томас Пърси, Гай Фокс, Робърт Кийс, Томс Бейтс, Робърт Уинтур, Кристофър Райт, Джон Грант, Амброуз Рукууд, сър Еверард Дигби и Франсис Трешам. На Фокс, който имал 10 години военен опит в Испанска Нидерландия за потушаването на Нидерландското въстание, са поверени експлозивите.
Заговорът е разкрит на властите в анонимно писмо, изпратено до барон Уилям Паркър на 26 октомври 1605 г. По време на претърсване на Камарата на лордовете около полунощ на 4 ноември, Фокс е открит да пази 36 бурета барут – достатъчни да сринат Камарата на лордовете – и е арестуван. Повечето заговорници бягат от Лондон, когато научават за разкриването на заговора, опитвайки се да съберат поддръжници по пътя. Няколко оказват съпротива срещу преследващия ги шериф на Устър и неговите мъже в Холбеш Хаус; в последвалата битка Кейтсби е един от убитите. На съдебното дело, на 27 януари 1606 г., осем от оцелелите, включително Фокс, да осъдени да бъдат обесени, изкормени и разчекнати.
Подробности за опита за атентат били известни на ръководителя на йезуитите в Англия, отец Хенри Гарнет. Той е осъден на смърт за държавна измяна. Заговорът му е разкрит чрез изповед, но Гарнет се позовава на абсолютната конфиденциалност на изповедта и не информира властите. Въпреки че анти-католическо законодателство е въведено скоро след разкриването на заговора, много важни и лоялни католици задържат постовете си по време на царуването на Джеймс I. Осуетяването на Барутния заговор се отбелязва много години след това със специални проповеди и други публични събития като биенето на камбани, което е прераснало в днешната Нощ на Гай Фокс.
|  | Тази страница частично или изцяло представлява превод на страницата Gunpowder Plot в Уикипедия на английски. Оригиналният текст, както и този превод, са защитени от Лиценза „Криейтив Комънс – Признание – Споделяне на споделеното“, а за съдържание, създадено преди юни 2009 година – от Лиценза за свободна документация на ГНУ. Прегледайте историята на редакциите на оригиналната страница, както и на преводната страница, за да видите списъка на съавторите. ВАЖНО: Този шаблон се отнася единствено до авторските права върху съдържанието на статията. Добавянето му не отменя изискването да се посочват конкретни източници на твърденията, които да бъдат благонадеждни. |